# Pachamanca
A pachamanca (em Quechua clássico: Pachamanka ou Quechua ancashino: Patsamanka) faz referência a uma forma tradicional de preparar alimentos e a um prato típico da gastronomia do Peru, elaborado pela cocção, ao calor de pedras preaquecidas, de carnes de boi, porco, frango e porquinho da índia previamente temperado com ingredientes como chincho, calendula selvagem, pimenta chili e outras especiarias, junto com produtos autóctonos andinos adicionais, como batatas, batata-doce, espiga de milho, fava em vagem e, eventualmente, mandioca. Para além de uma comida ou de um ágape, é um rito comunitário nos andes e nas cidades.
O termo "pachamanca" provém das vozes quechuas pacha, "terra" e manka, "panela ou caldeirão"; pelo que seu significado seria "panela de terra"; mas vale ressaltar que, na língua aimara, o termo manca ou mankha significa "comida" pelo que um significado alternativo também é "comida da terra".
Atualmente, este prato também é preparado em uma panela ou caldeirão e nesse caso recebe o nome de "pachamanca à panela ou caldeirão".
O mais antigo precedente desta forma de preparação localiza-se em Telarmachay, um abrigo rochoso de aproximadamente 7.000 a 8.000 anos atrás, localizado em San Pedro de Cajas, Tarma, onde se encontraram restos de antigos fornos, similar a fogões onde empregavam pedras quentes, além de fragmentos de carvão. É a evidência de que o homem andino já usava esta técnica para cozinhar seus alimentos.
Também é encontrada na tradição Vichama Raymi de Paramonga de cinco mil anos de antiguidade. Vinculado com a pachamanca encontramos um prato precolombiano que consiste em batatas assadas em pequenos fornos, na terra ou em churrasqueiras, servidos com queijo fresco andino, como o "cachipa", ou com um molho de pimenta chili e queijo conhecida como "capchi" ou "japchi", e que se prepara na época de colheita das batatas.
Durante o século XIX surgem as referências à pachamanca tal como se conhece na atualidade, uma delas corresponde ao Novo Manual de Cozinha peruana nos últimos anos do século XIX. O tradicionalista Ricardo Palma é um dos autores que detalha a pachamanca no século XIX. Ele menciona e descreve costumes relacionados com a pachamanca nas tradições: Os tesouros de Catalina Huanca (1877), O orgulho do cacique (1880) e A vingança de um cura (1880). Em "Os tesouros de Catalina Huanca", assinala o seguinte: "nos lugares da serra, essas festas duram de oito a quinze dias, tempo em que os cegos desfrutam de banquetes, nos que a pacha-manca de carneiro e a chicha de jora se consomem sem medida".
O argentino Santiago Estrada conta da pachamanca em sua obra De Valparaíso à Oroya (1873). Outras referências são o Dicionário de Peruanismos, de 1883, por Juan de Arona, e o livro de receita Cozinha ecléctica, de Juana Manuela Gorriti (1890).
No século XX, a pachamanca foi arraigando-se mais entre a oligarquia peruana em grandes celebrações nas fazendas e empresas mineiras da serra central. O caminho-de-ferro central contribuiu em grande parte a isto já que gerou um grande fluxo comercial entre Lima e a serra central, o vale do Mantaro, o vale de Tarma, de grande importância na agricultura, e com cidades mineiras como A Oroya, Cerro de Pasco e Huancavelica. A pachamanca estendeu-se para a costa com a migração de pessoas e trabalhadores na área das fazendas da costa. Manuel A. Odría, natural de Tarma e presidente do Peru entre 1948 e 1956, de grande agrado à pachamanca, levou-o a realizá-la como prato em cerimónias e banquetes importantes no palácio do governo, acompanhando-a com a música da guarda republicana.
A pachamanca foi declarada Património Cultural da Nação, em 2003. Em novembro de 2015, foi decretado como dia nacional da Pachamanca todos os primeiros domingos de fevereiro, desta maneira o estado procura promover e valorizar este prato tradicional e emblemático.

## Preparação

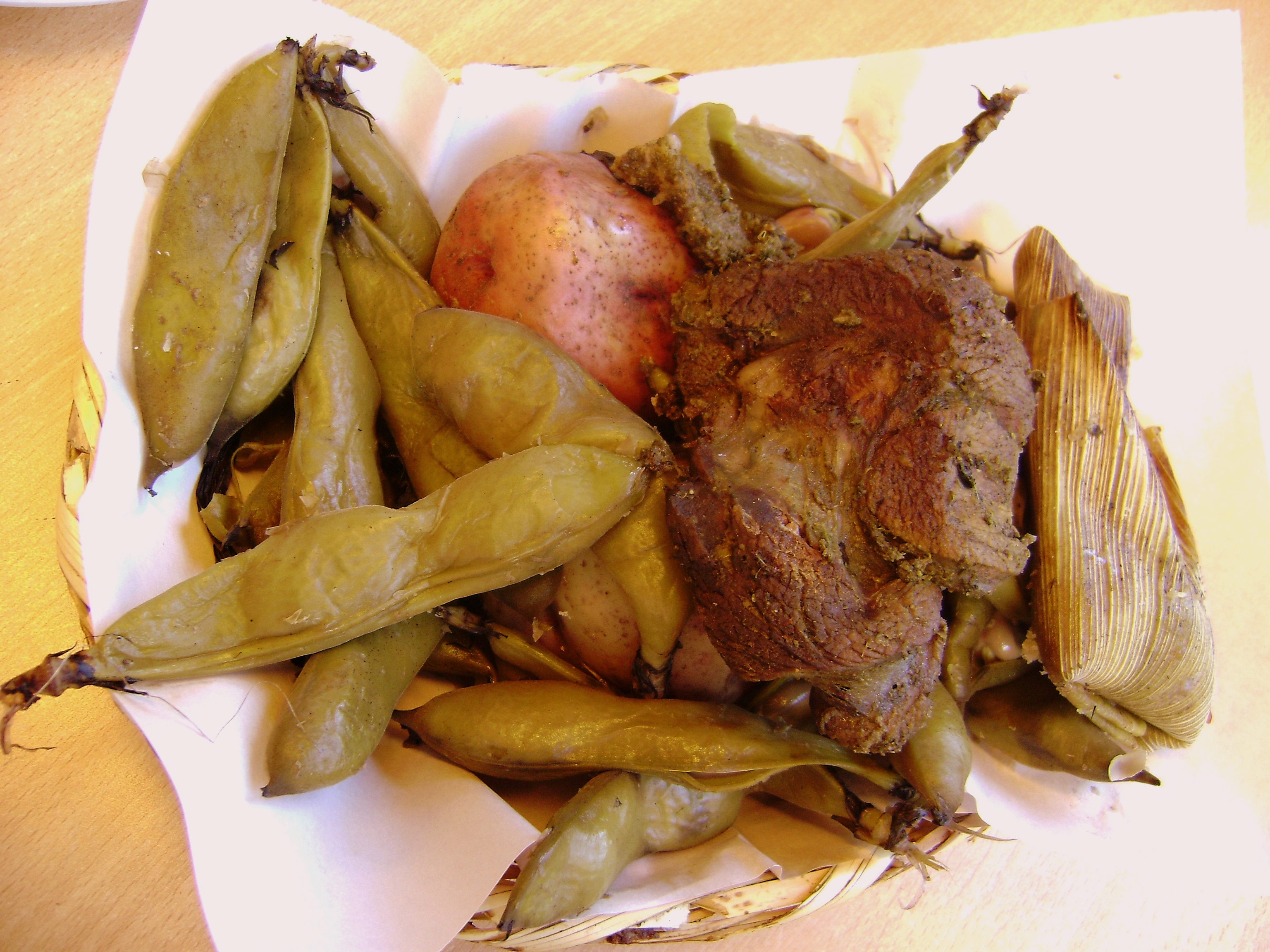
Pachamanca de res (pachamanca de carne bovina).

O princípio básico é criar uma cavidade com material refratário, que permita ser levado a uma temperatura alta para proceder ao cozimento das carnes. Assim, em muitos lugares do Peru se cria um forno artesanal abrindo um buraco na terra onde se colocam pedras, que se aquecem com a combustão de lenhas. Não é qualquer pedra que é apta, as melhores são xisto, as que contem sulfeto não são desejadas pois alteram o sabor (pedras de rio). Alternativamente, usam-se estruturas de tijolos.
Aquecido o "forno", procede-se a colocar a carne previamente temperada, macerada nos produtos saborizantes, e depois é envolvida em folhas de marmaquilla ou de chincho, próprias da cada região ou lugar andino, as que lhes confere um sabor distintivo, no passo seguinte se coloca sobre alguma superfície plana (pedras, lajes ou bandejas metálicas), para finalmente cobrir-se com folhas de plátano. Depois acompanha-se com as carnes os adicionais para, por último, fechar o "forno", seja à maneira tradicional, com folhas, terra e outros produtos, ou mediante algum outro mecanismo que feche herméticamente o mesmo, a fim de concentrar o calor do refratário que será conservado. Decorrido um tempo necessário (baseado no cálculo e na experiência do cozinheiro), abre-se "o forno" e procede-se a servir. Dependendo da quantidade de alimentos o tempo ideal é de 40 a 90 minutos que vale a pena esperar, dependendo de quão quente se encontram as pedras.
A melhor forma de servir e comer a pachamanca é numa mesa grande ou no chão, onde se estende algumas mantas. As batatas, as favas, as batatas-doces e as humitas são postas ao longo da mesa, onde todos os convidados podem pegar e comer a seu gosto sem limitações. As carnes serve-se em pratos, por tipo. O japchi (pimenta de rocoto, queijo e huacatay) acompanha estes manjares.
Um fator comum é a utilização de pedras sem sulfetos (como os esquistos), a batata e o camote como ingredientes, e as carnes em geral herméticamente envolvidas em folhas de plátano. A forma tradicional leva a construir este forno mediante um buraco em terra limpa, no qual se ordenam as pedras quentes e se acomodam as carnes e os produtos adicionais. Para proceder ao cozimento do mesmo fecha-se o "forno" tampando-o como se fosse marcado: folhas da árvore de plátano ou similares, géneros ou mantas, e terra. Outro elemento comum a todas as formas de preparação é a maceração da carne com alguma especiaria que dá um sabor característico à carne. Além disso, a carne de porco se macera em chincho na região de Huánuco. O resultado é que a cada carne têm uma cor diferente quando concluído o cozimento.

### Diferenças regionais

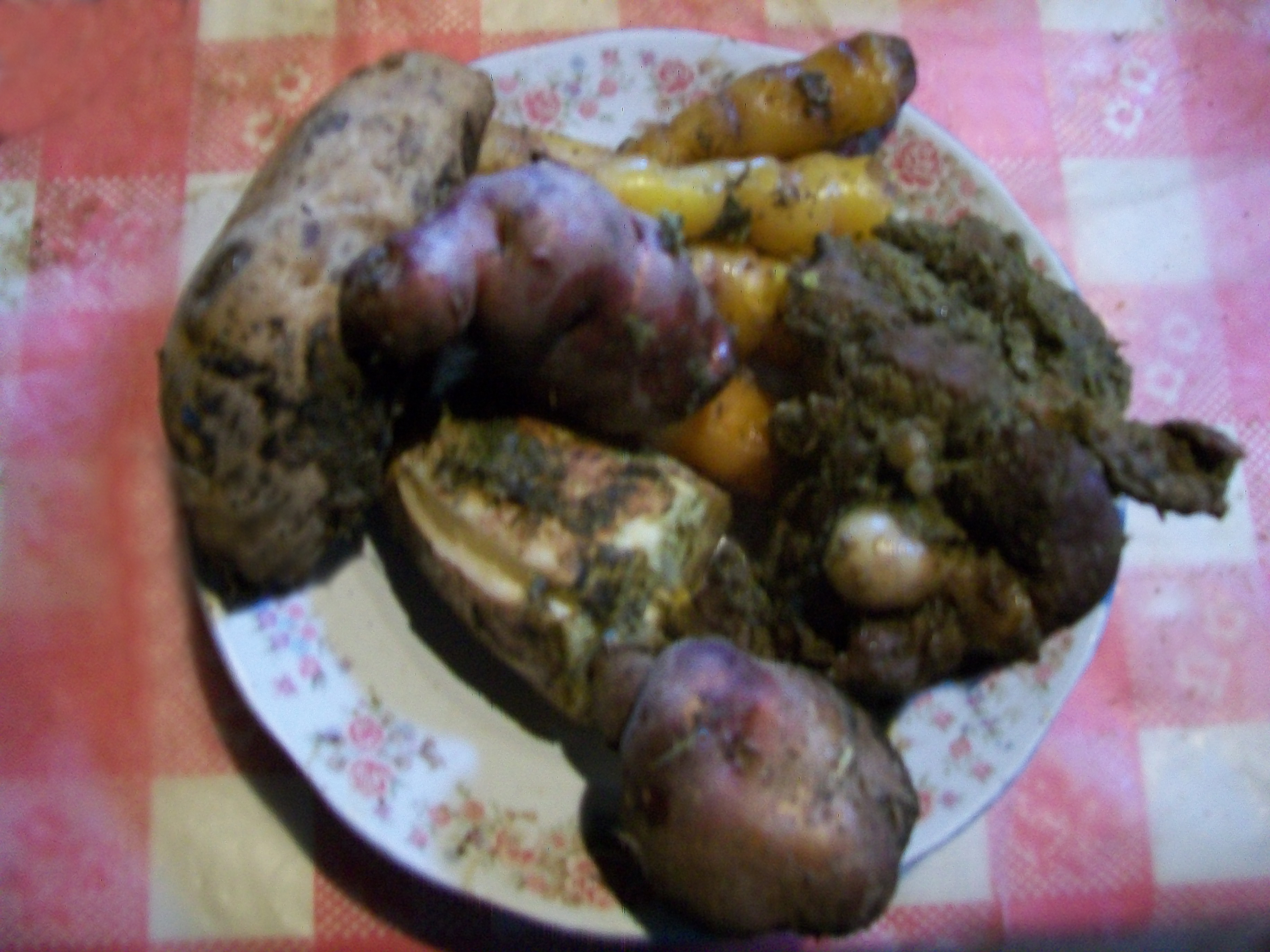
Pachamanca como sopa andina de Ocros, Áncash (Peru).

Na atualidade, as diferenças regionais foram-se dissipando, mas é relevante dar conta das preparações tradicionais.